# Parapsyllus humboldti
Parapsyllus humboldti är en loppart som beskrevs av Jordan 1942. Parapsyllus humboldti ingår i släktet Parapsyllus och familjen Rhopalopsyllidae. Inga underarter finns listade i Catalogue of Life.